# Weißenborn-Lüderode
Weißenborn-Lüderode ist ein Dorf im thüringischen Landkreis Eichsfeld. Seit dem 1. Dezember 2011 ist die vormals selbstständige Gemeinde ein Ortsteil der Landgemeinde Sonnenstein. Im Ort befindet sich der Sitz der Landgemeinde.

## Geographie
Der Ort liegt am nordöstlichen Rand des Eichsfeldes in einem Talkessel der oberen Geroder Eller. Südlich liegt der Winkelberg (415 Meter), ein Ausläufer des Ohmgebirges und nördlich der Iberg (306 Meter) und der Tellenberg (337 Meter), die kartographisch dem Silkeroder Hügelland zugerechnet werden können. Zur Ortslage gehört noch der etwa ein Kilometer südlich gelegene Ortsteil Gerode mit dem ehemaligen Benediktinerkloster Gerode.

## Geschichte
Die Ersterwähnung von Weißenborn erfolgte im Jahr 874 (Wizzanbrunno), die Urkunde selbst entstammte aber dem 11. Jahrhundert.  Im „Fuldaer Summarium“ aus dem Jahre 874 wurde der Zehnte, den viele Thüringer Ortschaften an das Kloster Fulda zu zahlen hatten, vom König Ludwig bestätigt. Ludwig hatte im Vertrag zu Verdun 843, bei der Aufteilung des großen Frankenreiches, Ostfrankreich erhalten. Dass das Gebiet um Weißenborn-Lüderode zum Gau „Onefeld“ gehörte, geht vor allem daraus hervor, dass Weißenborn, wenn es auch nicht direkt ausgesprochen ist, sondern nur durch Rückschlüsse aus Urkunden zu ersehen ist, als im Gau „Onefeld“ gelegen bezeichnet wird. In seiner „Summa Tradit. Fuld. cap. 11 Nr. 60“ teilt Eberhardus mit, dass Bernhere und Rihmut ihre Güter, im Gau Ohmfeld gelegen, dem Stift Fulda übergeben haben. Dass es sich dabei trotz vieler Anzweifelungen um das heutige Weißenborn handelt, geht aus einer anderen Urkunde hervor. 1157 tauschten, nach einer Urkunde aus diesem Jahr, der Abt Eberhard aus dem Kloster Gerode und der Abt Marcward aus dem Kloster Fulda fulda’sche Güter gegen andere an das Kloster Gerode (vergl. Johann Wolf: Politische Geschichte des Eichsfeldes, Urkundenbuch des 1. Bandes, S. 9). Es handelt sich dabei ohne Frage um die Güter, welche dem Stift Fulda „in pago Onefeld“ geschenkt worden waren.
Das Dorf Lüderode wurde 1124 erstmals schriftlich im Zusammenhang mit der Gründung des Klosters Gerode als Luidenrode erwähnt und besaß das Marktrecht. Erzbischof Gerhard inkorporiert 1291 dem Kloster Gerode die Kirche zu Lüderode mit der Kapelle in Weißenborn (und weiteren zwei Kirchen).

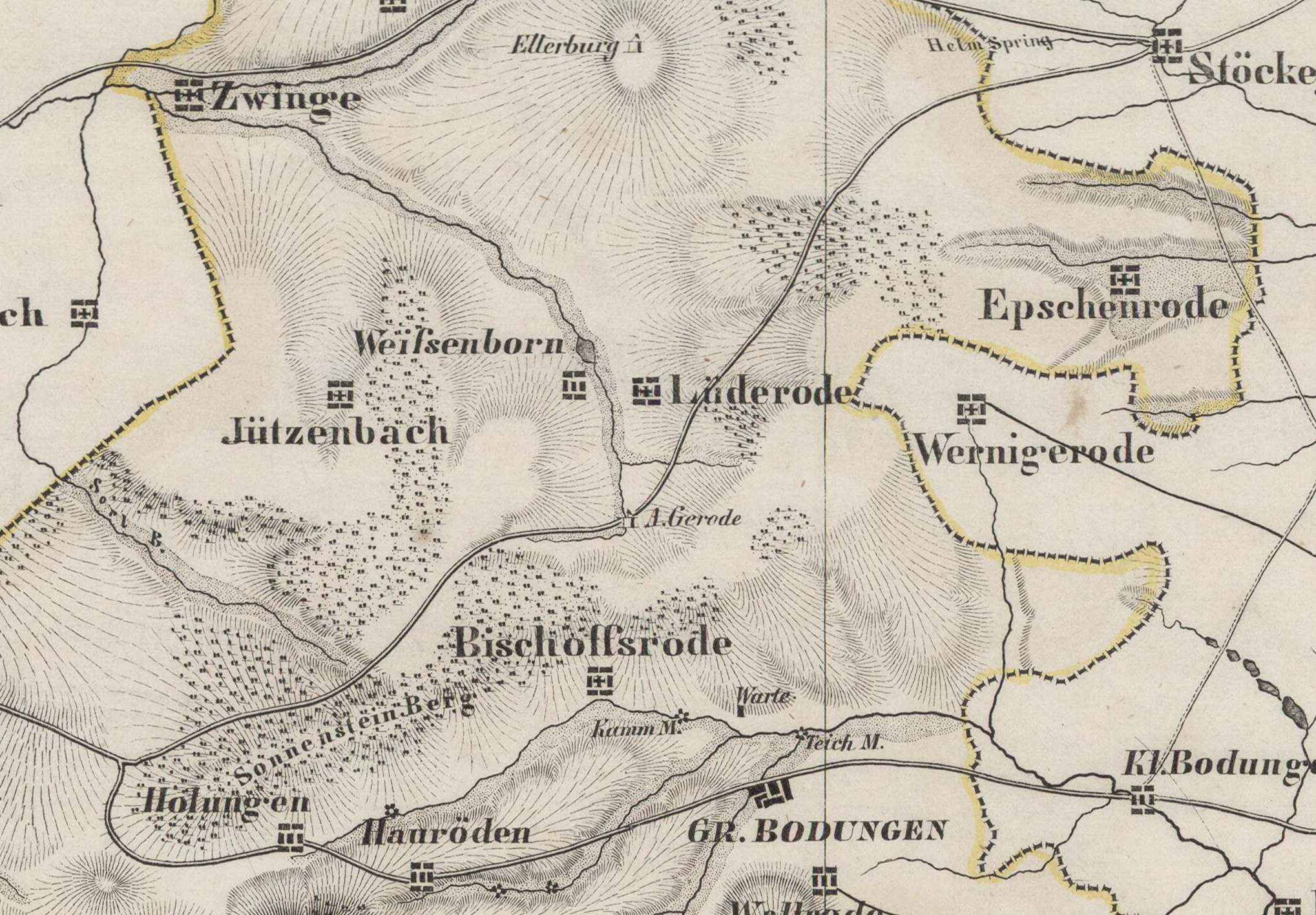
Die im Jahr 1840 noch eigenständigen Orte Weißenborn und Lüderode

Beide Dörfer lagen dicht beieinander, entwickelten sich aber unterschiedlich, während Lüderode bäuerlich geprägt war, überwogen in Weißenborn Gewerbebetriebe. Sie besaßen jeweils eine eigene Kirche und eine Gemeindeverwaltung mit Schulzen, Schule und Schöffen. Die ehemaligen Klosterdörfer gehörten bis zur Säkularisation 1802 zu Kurmainz und kirchlich zum Klosterbezirk. Mit der Aufhebung des Klosters 1803 kamen die Kirchgemeinden zur Pfarrei Jützenbach. 1802 bis 1807 wurden Weißenborn und Lüderode preußisch und kamen dann zum Königreich Westphalen. Von 1815 bis 1945 waren die Orte Teil der preußischen Provinz Sachsen.
Im Oktober 1928 wurden die bisher selbständigen Dörfer Weißenborn und Lüderode sowie die beiden Gutsbezirke Gerode-Domäne und Gerode-Forst zu der neuen Gemeinde Weißenborn-Lüderode zusammengelegt. Bei der Zusammenlegung besaß Weißenborn rund 1.200 Einwohner, Lüderode rund 700.
Im Zweiten Weltkrieg mussten 17 polnische Zwangsarbeiter im Ort arbeiten und über 50 Kriegsgefangene wurden unter anderem in der Tischlerei untergebracht. Im Jahr 1945 wurde der Ort Teil der sowjetischen Besatzungszone und ab 1949 Teil der DDR. Von 1961 bis zur politischen Wende und Wiedervereinigung 1989/1990 wurde Weißenborn-Lüderode von der Sperrung der nahen innerdeutschen Grenze beeinträchtigt. Seit 1990 gehört Weißenborn-Lüderode zum wieder gegründeten Freistaat Thüringen.
Am 1. Dezember 2011 schloss sich die Gemeinde Weißenborn-Lüderode mit den sieben anderen Gemeinden der Verwaltungsgemeinschaft Eichsfeld-Südharz zur Landgemeinde Sonnenstein zusammen.

### Wappen
Blasonierung: In Rot mit einem dreifach gewellten silbernen Schildfuß ein schwebendes silbernes sechsspeichiges Rad, darüber gekreuzt ein nach schrägrechts unten zeigendes Flammenschwert und eine nach rechts oben weisende Rodehacke in Silber.
Die Gemeinde Weißenborn-Lüderode mit dem Ortsteil Gerode führt im Wappen ein silbernes sechsspeichiges Rad, das auf die frühere territoriale Zugehörigkeit zum Erzbistum und Kurstaat Mainz verweist. Der silberne Wellenschildfuß gibt als redendes Element den Ortsnamen Weißenborn wieder und steht symbolisch für den Quellbereich des Weißenborns und der Geroder Eller. In gleichfalls redender Art erinnert die Rodehacke an die durch Rodung entstandenen Ortsteile Lüderode und Gerode. Das Flammenschwert als Attribut des Erzengels Michael versinnbildlicht den Schutzpatron des Benediktinerklosters Gerode, das die Entwicklung der Gemeinde begleitet und mitgeprägt hat.

### Einwohnerentwicklung
Entwicklung der Einwohnerzahl (Stand: jeweils 31. Dezember):
| - 1994: 1520 - 1995: 1538 - 1996: 1557 - 1997: 1560 | - 1998: 1557 - 1999: 1544 - 2000: 1546 - 2001: 1545 | - 2002: 1537 - 2003: 1516 - 2004: 1513 - 2005: 1521 | - 2007: 1469 - 2008: 1441 - 2009: 1424 - 2010: 1399 |

Datenquelle: Thüringer Landesamt für Statistik

## Politik
Bürgermeister

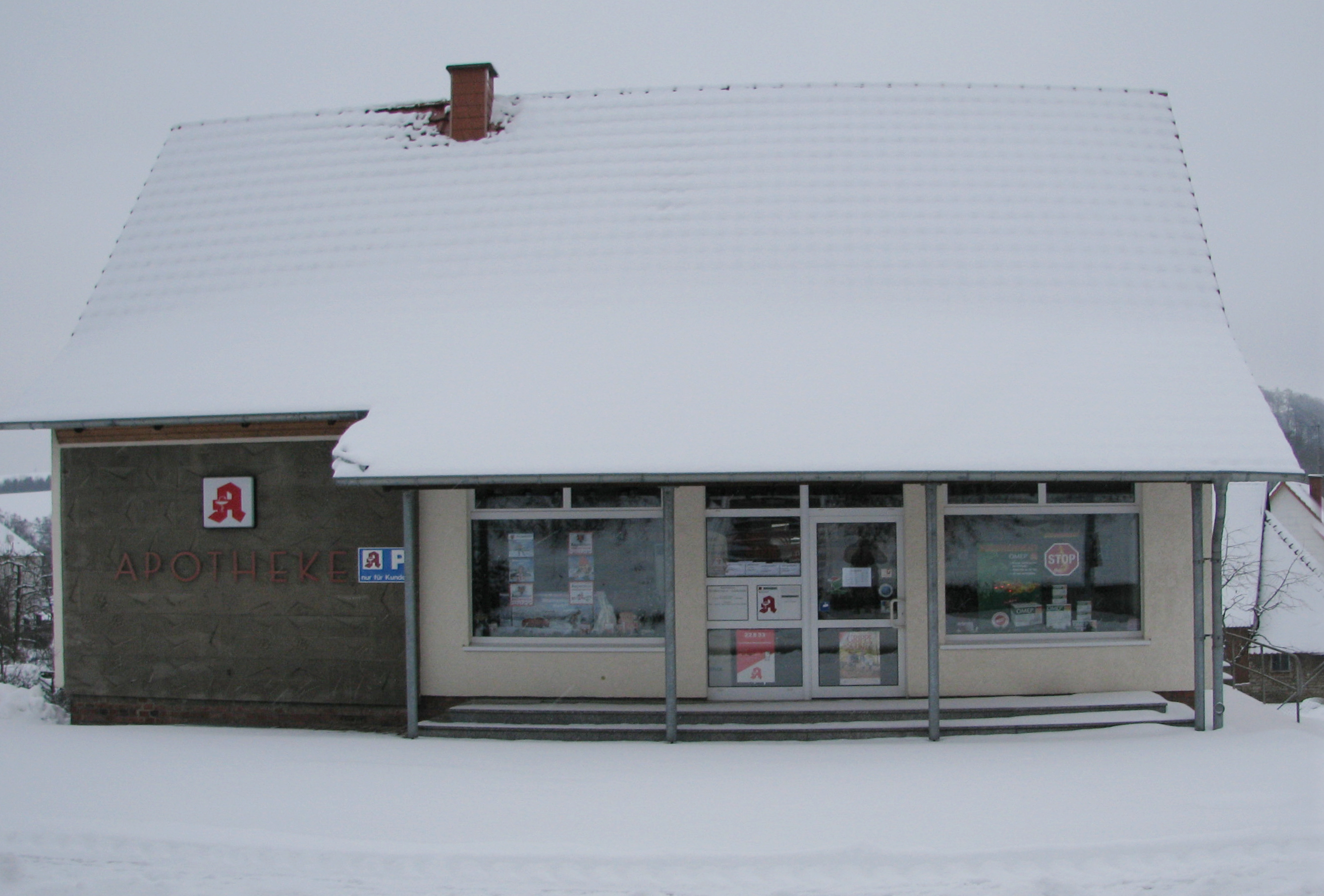
Apotheke

Der letzte ehrenamtliche Bürgermeister vor der Eingemeindung, Heinrich Brodhun (CDU), wurde am 6. Juni 2010 wiedergewählt.
Derzeitige Bürgermeisterin der Gemeinde Sonnenstein ist Margit Ertmer (Freie Wähler). Ortschaftsbürgermeister des Ortsteils Weißenborn-Lüderode ist Peter Polle (CDU).

## Wirtschaft und Infrastruktur

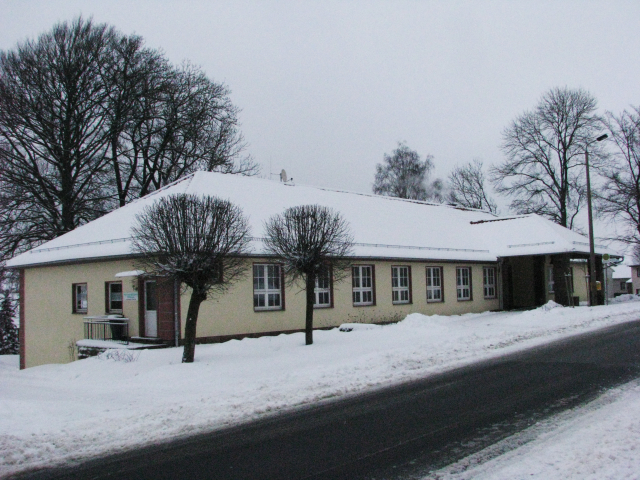
Ärztehaus

Weißenborn-Lüderode ist der Kernort der Region Eichsfeld-Südharz. Angesiedelt sind hier verschiedene Gewerbebetriebe. Einrichtungen zur medizinischen Versorgung sind unter anderem ein Ärztehaus im Ortsteil Weißenborn und die sich unmittelbar daneben befindende Apotheke. Einkäufe des täglichen Bedarfs erhalten die Einwohner beim örtlichen Edeka-Markt.

### Verkehr
Der Bahnhof Weißenborn-Lüderode liegt an der inzwischen stillgelegten Bahnstrecke Bleicherode–Herzberg. Bis 1972 war der Weißenborner Tunnel in Betrieb.

## Sehenswürdigkeiten

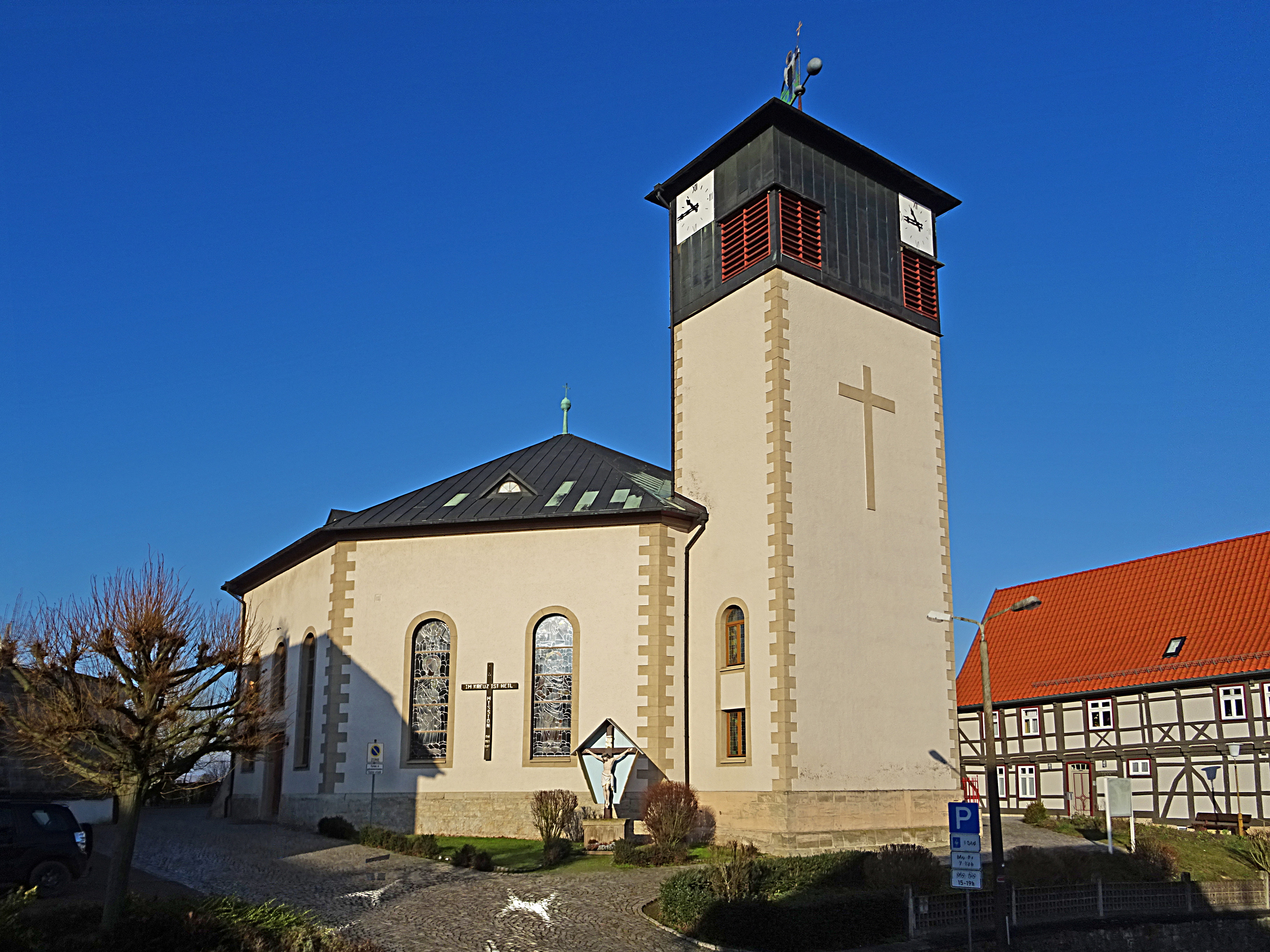
Kirche St. Michael in Weißenborn

- Katholische Kirche St. Michael in Weißenborn mit vier Kirchenfenstern sig. ILS von Irma Lang-Scheer.
- Katholische Kirche St. Martin in Lüderode (älteste erhaltene Kirche der Umgebung)
- Evangelische Kirche St. Michaelis
- Ehemaliges Kloster Gerode
- historische Fachwerkhäuser
- historische Grenzsteine östlich vom Ort

## Persönlichkeiten
- Johann Joseph Adam Homeyer (* 24. Dezember 1786 in Weißenborn; † 24. November 1866 in Duderstadt), Kirchenmusiker
- Hermann Eicke (* 24. Dezember 1837 in Weißenborn; † 1. Februar 1897 in Berlin); meldete um 1890 das erste Patent zur Kaffeemaschine an.[8] (samt seiner Brüder Ernst-Heinrich Eicke (Architekt in Berlin) und Karl-Josef Eicke (* 1835; Sprach- und Politikwissenschaftler im Österreichischen Kaiserthum))
- Johannes Josef Zinke (1897–1918); erster Flugzeugpilot des Eichsfeldes, 1918 bei Berlin abgestürzt.